# Le Râteau
Le Râteau (que significa "O Ancinho"), com 3809 m de altitude, é um cume do Maciço des Écrins nos Altos-Alpes no Parque nacional dos Écrins, e cujo nome lhe foi dado devido ao seu cume dentado como o de um ancinho.

## Geografia
O monte domina a localidade de La Grave, ao Norte e o pequeno vale do Diabo a Sul. O seu cume dentado tem 750 m de ponta a ponta; o cume oriental fica a 3809 m de altitude, enquanto o ocidental tem 3769 m.

## Acesso
A via normal é feita pela aresta sul pela fenda do Râteau, ao passo que a face norte é mais difícil pois formada por rocha de má qualidade e gelada.